# Dysdera tenuistyla
Dysdera tenuistyla là một loài nhện trong họ Dysderidae.
Loài này thuộc chi Dysdera. Dysdera tenuistyla được J. Denis miêu tả năm 1961.